# Betcave-Aguin
Betcave-Aguin – miejscowość i gmina we Francji, w regionie Oksytania, w departamencie Gers.
Według danych na rok 1990 gminę zamieszkiwało 88 osób, a gęstość zaludnienia wynosiła 9 osób/km² (wśród 3020 gmin regionu Midi-Pireneje Betcave-Aguin plasuje się na 975. miejscu pod względem liczby ludności, natomiast pod względem powierzchni na miejscu 1104.).